# Margalo Gillmore
Margalo Gillmore est une actrice américaine, née à Londres (Angleterre, Royaume-Uni) le 31 mai 1897, morte à New York (État de New York, États-Unis) le 30 juin 1986.

## Biographie
Fille de Frank Gillmore (1867-1943), acteur américain de théâtre ayant partagé sa carrière entre les États-Unis et le Royaume-Uni, d'où sa naissance à Londres, Margalo Gillmore est elle-même très active sur les planches. Ainsi, elle débute à Broadway (New York) en 1917 et y joue jusqu'en 1962, dans des pièces principalement, mais également dans deux comédies musicales (voir la rubrique « Théâtre » ci-dessous). Parmi ses partenaires à Broadway, citons Katharine Cornell, Leslie Howard, Alfred Lunt et Helen Westley.
En raison de ses activités au théâtre, Margalo Gillmore apparaît peu au cinéma, contribuant à seulement quinze films (américains, sauf un britannique ; voir sa filmographie ci-après), le premier en 1928 — un court métrage —, le deuxième en 1932, les douze suivants dans les années 1950, avant un ultime film en 1966. Mentionnons Haute Société en 1956, où elle interprète la mère de Grace Kelly, aux côtés de Frank Sinatra et Bing Crosby.
À la télévision, entre 1950 et 1960, elle contribue à huit séries, la plupart consacrées au théâtre. Elle tourne également un téléfilm en 1960, Peter Pan, avec Mary Martin dans le rôle-titre ; en fait, il s'agit d'une adaptation de la comédie musicale éponyme (d'après les personnages de J. M. Barrie), créée à Broadway en 1954, déjà avec les deux actrices, reprenant leurs rôles respectifs pour le petit écran.

## Théâtre (à Broadway)

### Pièces, sauf mention contraire
- 1917 : The Scrap of Paper d'Owen Davis et Arthur Somers Roche, avec Ruth Donnelly
- 1918 : April d'Hubert Osborne
- 1918 : Her Honor, the Mayor d'Arline Van Ness Hines, avec Etienne Girardot, Brandon Hurst
- 1919 : Up from Nowhere de Booth Tarkington et Harry Leon Wilson (en)
- 1919-1920 : The Famous Mrs. Fair de James Forbes
- 1921 : The Straw d'Eugene O'Neill, avec Otto Kruger
- 1921-1922 : Alias Jimmy Valentine de Paul Armstrong, avec Mary Boland, Otto Kruger

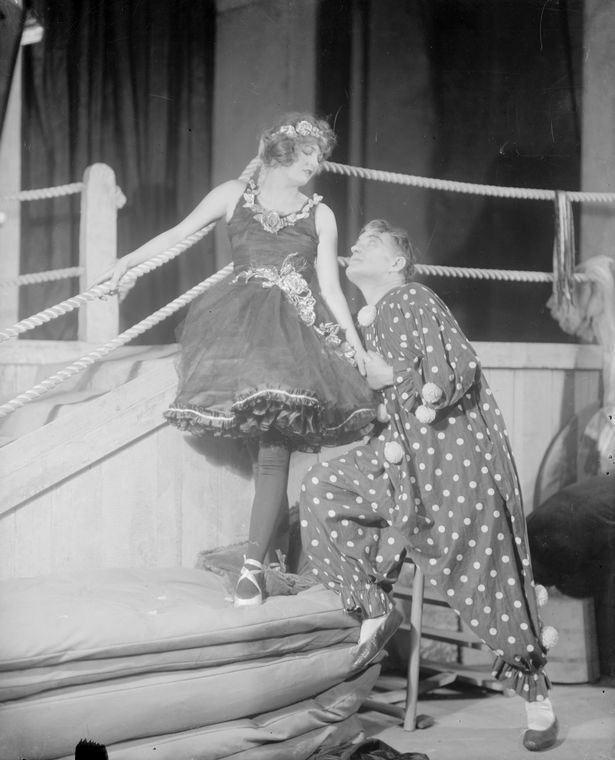
Avec Richard Bennett, dans HE who gets slapped, à Broadway en 1922

- 1922 : HE who gets slapped de Leonid Andreïev, adaptation de Gregory Zilboorg, avec Richard Bennett, Ernest Cossart, Edgar Stehli, Henry Travers, Helen Westley (adaptée au cinéma en 1924)
- 1922 : The Romantic Age d'Alan Alexander Milne, avec Leslie Howard, J.M. Kerrigan
- 1923 : Comme il vous plaira (As you Like it) de William Shakespeare, avec Walter Abel, Ian Keith, Marjorie Rambeau
- 1923 : Scaramouche, adaptation d'après le roman éponyme de Rafael Sabatini (porté à l'écran en 1923, puis en 1952), avec Sidney Blackmer, Allyn Joslyn, J.M. Kerrigan, Frederick Worlock
- 1924 : Outward Bound de Sutton Vane, avec Leslie Howard, J.M. Kerrigan, Alfred Lunt
- 1924 : Hedda Gabler d'Henrik Ibsen, avec Fritz Leiber, Roland Young
- 1924 : The Far Cry d'Arthur Richman, avec Lucile Watson, Frederick Worlock
- 1924-1925 : The Habituel Husband de Dana Burnet, avec Grant Mitchell
- 1925-1926 : The Green Hat de Michael Arlen, avec Katharine Cornell, Leslie Howard
- 1926 : Petit Eyolf (titre original : Lille Eyolf ; titre anglais : Little Eyolf) d'Henrik Ibsen, avec John Cromwell, Reginald Owen
- 1926 : Juarez and Maximilian de Franz Werfel, avec Alfred Lunt, Edward G. Robinson, Erskine Sanford
- 1926-1927 : Ned McCobb's Daughter de Sidney Howard, avec Alfred Lunt, Edward G. Robinson
- 1926-1927 : The Silver Cord de Sidney Howard, mise en scène de John Cromwell, avec Laura Hope Crews, Elisabeth Risdon (adaptée au cinéma en 1933)
- 1927 : The Second Man de S.N. Behrman, avec Lynn Fontanne, Alfred Lunt
- 1927-1928 : Le Dilemme du docteur (The Doctor's Dilemma) de George Bernard Shaw, avec Ernest Cossart, Alfred Lunt, Henry Travers, Helen Westley
- 1928 : Marco Millions d'Eugene O'Neill, mise en scène de Rouben Mamoulian, avec Robert Barrat, Ernest Cossart, Albert Dekker, Alfred Lunt, Vincent Sherman, Henry Travers
- 1928 : Volpone de Ben Jonson, adaptation de Ruth Langner, avec Ernest Cossart, Albert Dekker, Alfred Lunt, Vincent Sherman, Henry Travers, Helen Westley
- 1929 : Man's Estate de Bruce Gould et Beatrice Blackmar
- 1929-1930 : Berkeley Square de John L. Balderston, d'après le roman inachevé Le Sens du passé (The Sense of the Past) d'Henry James, mise en scène et produite par Gilbert Miller et Leslie Howard, avec Lucy Beaumont, Robert Greig, Leslie Howard
- 1930 : The Little Father of the Wilderness d'Austin Strong et Lloyd Olbourne, avec Walter Hampden, Kathleen et Gene Lockhart
- 1931 : The Barretts of Wimpole Street de Rudolf Besier, avec Brian Aherne, Katharine Cornell, Charles Waldron, Ian Wolfe (adaptée au cinéma en 1934)
- 1933-1934 : The Dark Tower de (et mise en scène par) Alexander Wolcott et George S. Kaufman, avec Porter Hall, Margaret Hamilton
- 1934-1935 : Valley Forge de Maxwell Anderson, mise en scène d'Herbert J. Biberman et John Houseman, avec George Coulouris, Victor Kilian, Philip Merivale, Erskine Sanford
- 1935 : The Barrets of Wimpole Street pré-citée, reprise, avec Brian Aherne, Katharine Cornell, John Emery, Burgess Meredith, Moroni Olsen, Charles Waldron
- 1935 : Flowers of the Forest de John Van Druten, produite par Katharine Cornell, avec Burgess Meredith, Katharine Cornell, John Emery, Charles Waldron
- 1936-1938 : Femmes (The Women) de Clare Boothe Luce, avec Ilka Chase, Arlene Francis, Marjorie Main (adaptée au cinéma en 1939)
- 1939 : No Time for Comedy de S.N. Behrman, coproduite par Katharine Cornell, avec Robert Flemyng, Laurence Olivier, John Williams, Katharine Cornell
- 1943-1944 : Outrageous Fortune de (et mise en scène par) Rose Franken, avec Elsie Ferguson, Eduard Franz, Margaret Hamilton, Maria Ouspenskaya
- 1945-1947 : State of the Union d'Howard Lindsay et Russel Crouse, mise en scène de Bretaigne Windust, avec Ralph Bellamy, Ruth Hussey
- 1953-1954 : Kind Sir de Norman Krasna, mise en scène et produite par Joshua Logan, avec Charles Boyer, Frank Conroy, Mary Martin
- 1954-1955 : Peter Pan, comédie musicale, musique de Mark Charlap, lyrics de Carolyn Leigh, livret d'après les personnages créés par J. M. Barrie, musique additionnelle de Jule Styne, Elmer Bernstein et Trude Rittmann (en), lyrics additionnels de Betty Comden et Adolph Green, mise en scène et chorégraphie de Jerome Robbins, avec Mary Martin
- 1955-1957 : Le Journal d'Anne Frank (The Diary of Anne Frank), adaptation de Frances Goodrich et Albert Hackett, d'après Le Journal d'Anne Frank, mise en scène de Garson Kanin, avec Lou Jacobi, Joseph Schildkraut, Susan Strasberg
- 1961-1962 : Prendre le large (Sail Away), comédie musicale, musique, lyrics, livret et mise en scène de Noël Coward, décors d'Oliver Smith, costumes d'Helene Pons et Oliver Smith, avec Elaine Stritch

## Filmographie complète

### Au cinéma (intégrale)

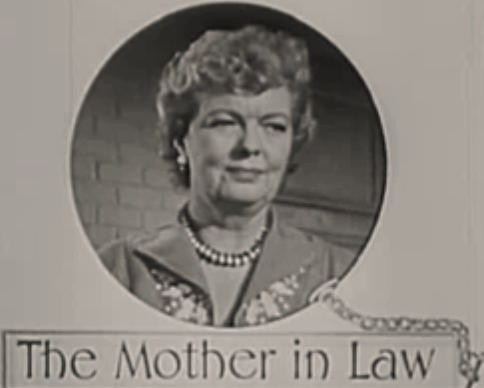
Dans Symphonie en 6.35 (1951)

Films américains, sauf mention contraire
- 1928 : The Home Girl, d'Edmund Lawrence (court métrage parlant)
- 1932 : Wayward, d'Edward Sloman
- 1950 : Perfect Strangers, de Bretaigne Windust
- 1950 : Années de jeunesse (The Happy Years), de William A. Wellman
- 1951 : Symphonie en 6.35 (Behave Yourself !), de George Beck
- 1951 : L'Amant de Lady Loverly (The Law and the Lady), d'Edwin H. Knopf
- 1951 : Jour de terreur (Cause for Alarm !), de Tay Garnett
- 1951 : Enlevez-moi, Monsieur ! (Elopement) de Henry Koster
- 1952 : Des jupons à l'horizon (Skirts Ahoy !), de Sidney Lanfield
- 1953 : Vicky (Scandal at Scourie), de Jean Negulesco
- 1954 : Les femmes mènent le monde (Woman's World), de Jean Negulesco
- 1956 : Haute Société (High Society), de Charles Walters
- 1956 : Gaby, de Curtis Bernhardt
- 1959 : Entrée de service (Upstairs and Downstairs), de Ralph Thomas (film britannique)
- 1966 : Le Dortoir des anges (The Trouble with Angels), d'Ida Lupino

### À la télévision (sélection)
- 1960 : Peter Pan, téléfilm de Vincent J. Donehue